# Edict van Nicomedia

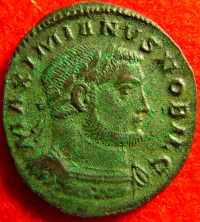
Keizer Galerius

Het Edict van Nicomedia of het zogenoemde Tolerantieedict van Galerius was een op 30 april 311 uitgevaardigd edict door de Romeinse keizer Galerius.

## Situering
Dit edict maakte formeel een einde aan de christenvervolgingen in het oostelijk gelegen Romeinse Rijk die op 23 februari 303 door keizer Diocletianus aanvingen. Galerius nam toen het initiatief tot vervolgingen in zijn rijksdeel toen dat aan hem werd toebedeeld door de instelling van de Tetrarchie. Het tolerantieedict had voor de christenen in het westen van het Rijk geen enkel praktisch gevolg omdat het al sinds 306 door Constantijn volledige godsdienstvrijheid verkreeg.
Toen Galerius door een ziekte werd geveld en inzag dat hij nog maar kort te leven had, wilde hij voorkomen, dat na zijn dood een totale chaos zou ontstaan. Vooral christelijke groeperingen uit het oosten zouden een bedreiging kunnen vormen voor het gehele Romeinse Rijk.

Om dergelijke verstoringen te voorkomen vaardigde hij het Edict van Nicomedia uit. Het edict stelt dat het voor christenen was toegestaan hun kerken weer op te bouwen en daarin samen te komen, mits dat geen bedreiging zou vormen voor de openbare orde. Gevangengenomen christenen werden vrijgelaten en de keizer verzocht hun om te bidden voor heil voor hemzelf en het land. De tot slavenarbeid in de kopermijnen veroordeelde christenen herwonnen hun vrijheid. De stadhouders kregen de opdracht tot teruggave van de aangeslagen goederen. Met deze verzoenende poging trachtte hij de christenen te binden aan de belangen van het Romeinse Rijk. In het edict werden de christenen er immers op gewezen, dat deze toestemming alleen mogelijk gemaakt was door '…onze bijzonder milde clementie, en met het oog op onze voortdurend volgehouden gewoonte aan alle mensen vergiffenis te schenken…' (vertaling uit het Latijn: contemplatione mitissimae nostrae clementiae intuentes et consuetudinem sempiternam, qua solemus cunctis hominibus veniam indulgere). Het edict verwijst ook naar de aard van de bedreiging van de christenen voor de Romeinse staat: de vereniging van verschillende bevolkingsgroepen uit verschillende streken waardoor het christendom een multi-etnische en sociaal gevarieerde beweging werd. Het edict van Nicomedia had een christelijk reveil tot gevolg met vermoedelijk spontane bekeringen. In het oosten van het Rijk  steeg het zelfbewustzijn van de christenen en won de Kerk aan prestige. 
Vijf dagen na de uitvaardiging van het Edict stierf Galerius een pijnlijke dood. Zijn aanzet tot religio licita (Latijn: toegestane godsdienst) voor het christendom zou 2 jaar later in Milaan verder worden voortgezet, zie Edict van Milaan.

## Visie
Apologeten  wezen erop, dat de ziekte van Galerius de aanleiding was tot de uitvaardiging van het Edict van Nicomedia. Zijn dood die na vijf dagen volgde, werd vervolgens geïnterpreteerd als  “het te laat nemen van een besluit inzake de vrijheid aan christenen“.

## Bron
Het edict werd in het openbaar aangeslagen in Galerius' residentie in Nicomedia. Binnen de maand volgde er een publicatie in Caesarea. De originele tekst zelf is niet bewaard gebleven, maar Lucius Caecilius Firmianus Lactantius haalt in zijn boek De mortibus persecutorum (hoofdstuk 38 en 45) grote delen van deze originele tekst aan. Op plastische wijze wordt in dit boekje verhaald, hoe Galerius te lijden had van zijn ziekte: in een gesloten reiskoets zonder veren leed hij vreselijke pijnen. Zijn lichaam vertoonde wanstalige vergroeiingen en produceerde een vreselijke stank.
De tekst van Lactantius, nauwelijks afwijkend van die van Eusebios luidt als volgt:
Onder de maatregelen die Wij altijd nemen voor het welzijn en het heil van de staat hebben Wij tot dusver alle dingen volgens de oude wetten en de openbare orde der Romeinen willen rechtzetten en er daarom ook voor willen zorgen dat de christenen, die het geloof van hun voorouders hadden opgegeven, weer tot normale opvattingen zouden terugkeren. Want om de een of andere reden had zo'n grote eigenzinnigheid en had zo'n domheid zich van de christenen meester gemaakt, dat zij de gebruiken der Ouden niet meer volgden - gebruiken die misschien hun eigen voorouders ingevoerd hadden - maar naar believen en zoals het een ieder van hen uitkwam hun eigen wetten maakten en die naleefden en verschillende bevolkingsgroepen en verschillende streken bijeenbrachten. 